# Гальдеано, Хесус
Хесус Гальдеано Портильо (исп. Jesús Galdeano Portillo; 6 января 1932[…], Игускиса, Наварра — 6 мая 2017, Эстелья, Наварра) — испанский шоссейный велогонщик, выступавший на профессиональном уровне в период 1951—1963 годов. Участник супермногодневок «Тур де Франс» и «Джиро д’Италия», победитель трёх этапов «Вуэльты Испании».

## Биография
Хесус Гальдеано родился 6 января 1932 года в муниципалитете Игускиса автономного сообщества Наварра, Испания.
В период 1951—1954 годов выступал на международных соревнованиях как независимый гонщик. Одно из наиболее значимых достижений в это время — победа на «Гран Премио де Льодио» в 1952 году.
Присоединившись в 1955 году к профессиональной команде Gamma, Гальдеано дебютировал в супермногодневке «Вуэльта Испании» — не сумел проехать гонку полностью, но выиграл один из этапов. Также одержал победу на «Гран-при Мигеля Индурайна», выиграл третий и четвёртый этапы «Вуэльты Андалусии», тогда как в генеральной классификации расположился на шестой строке.
В 1956 году, перейдя в итальянскую команду Faema–Guerra, выиграл шестой этап многодневной гонки Euskal Bizikleta, в то время как в общем зачёте оказался вторым, уступив только соотечественнику Хесусу Лороньо. При этом на «Вуэльте Испании» занял итоговое 33 место.
В 1957 году был лучшим на пятом этапе «Вуэльты Валенсии», занял третье место в генеральной классификации «Вуэльты Андалусии». Помимо «Вуэльты Испании» также полностью проехал супермногодневку «Джиро д’Италия».
В 1958 году финишировал вторым на «Гран Премио Паскуас», пропустив вперёд только Бернардо Руиса. Вновь выступил на «Джиро», заняв в генеральной классификации 38 место, впервые принял участие в «Тур де Франс».
На шоссейном чемпионате Испании 1959 года Гальдеано завоевал бронзовую награду, финишировав позади Антонио Суареса и Федерико Баамонтеса. На «Тур де Франс» в этот раз сошёл с дистанции, тогда как на «Вуэльте Испании» закрыл в генеральной классификации десятку сильнейших, что стало для него лучшим результатом на гранд-турах за всю карьеру.
В 1960 году полностью проехал «Джиро д’Италия», вновь сошёл с дистанции на «Тур де Франс», отметился победой на двенадцатом этапе «Вуэльты Испании» (занял 21 место в общем зачёте). Показал третий результат в генеральной классификации «Вуэльты Валенсии».
В 1961 году занял 50 место в генеральной классификации «Джиро д’Италия» и 25 место в генеральной классификации «Вуэльты Испании», при этом на «Вуэльте» сумел выиграть пятый этап.
На сезон 1962 года перешёл в итальянскую команду Ghigi, которая вскоре прекратила своё существование.
Последний раз Хесус Гальдеано выступал на профессиональном уровне в сезоне 1963 года в составе команды Cité. В этом сезоне он вновь принял участие в «Вуэльте Испании» и «Джиро д’Италия», заняв в генеральных классификациях этих гонок 54 и 60 места соответственно.
Умер 6 мая 2017 года в городе Эстелья в возрасте 85 лет.